# Pasquale Cajano
Pasquale Cajano, all'anagrafe Pasquale Cagiano (19 agosto 1921 – Los Angeles, 24 ottobre 2000), è stato un attore italiano naturalizzato statunitense.

## Biografia
Dopo due piccoli ruoli non accreditati in L'età dell'innocenza e Where Evil Lies, Cajano acquisì fama quando partecipò al film Casinò dell'amico Martin Scorsese, nel ruolo del boss mafioso Remo Gaggi, basato sul reale boss Joseph Aiuppa.
Dopo Casinò, Cajano recitò piccoli ruoli in film come Big Night, Sleepers e Gli imbroglioni. Cajano ha recitato inoltre, a fianco di Robert De Niro, nella commedia Terapia e pallottole.
Per diverso tempo fu un conduttore radiofonico per una radio italoamericana a New York.
Il 24 ottobre 2000 è morto a causa di un cancro alla prostata all'età di 79 anni.

## Filmografia
- L'età dell'innocenza (The Age of Innocence), regia di Martin Scorsese (1993)
- Where Evil Lies (1995)
- Casinò (Casino), regia di Martin Scorsese (1995)
- Big Night, regia di Stanley Tucci e Campbell Scott (1996)
- Sleepers, regia di Barry Levinson (1996)
- Gli imbroglioni (The Impostors), regia di Stanley Tucci (1998)
- Terapia e pallottole (Analyze This), regia di Harold Ramis (1999)